# Andris Kravalis
Andris Kravalis (ur. 11 czerwca 1967 w Gulbene) – łotewski duchowny rzymskokatolicki, biskup pomocniczy ryski od 2019.

## Życiorys
Święcenia kapłańskie otrzymał 23 sierpnia 1999 i został inkardynowany do archidiecezji ryskiej. Po święceniach i rocznym stażu wikariuszowskim został ojcem duchownym seminarium w Rydze. W latach 2006–2010 kierował ryską parafią św. Teresy od Dzieciątka Jezus. W 2010 roku został proboszczem w kościele św. Marii Magdaleny w Rydze, a w 2013 objął także funkcję wikariusza generalnego archidiecezji. 
8 marca 2019 papież Franciszek mianował go biskupem pomocniczym archidiecezji ryskiej, ze stolicą tytularną Migirpa. Sakry biskupiej udzielił mu 4 maja 2019 arcybiskup Zbigniew Stankiewicz w katedrze  w Rydze.